# Оклендский баклан
О́клендский бакла́н (лат. Leucocarbo colensoi) — морская птица из семейства баклановых.
Видовое латинское название дано в честь новозеландского натуралиста Уильяма Коленсо (1811—1899).
Вид встречается только на Оклендских островах и прибрежных водах Новой Зеландии. Колонии присутствуют на островах Окленд, Эндерби, Роуз, Юинг и Адамс. Общая численность гнездовой популяции оценивается в менее чем 1000 пар. В ходе исследования, проведённого в 1988 и 1989 годах были найдены 475 гнёзд в 11 колониях на Эндерби, в одной колонии 62 гнезда на Роуз, и 306 гнёзд на Юинг. В ходе исследования, проведённого в декабре 2011 года, было насчитано 1366 активных гнёзд на острове Эндерби.
Среднего размера чёрно-белый баклан с длиной тела до 63 см. Размах крыльев 105 см. Голова, шея, нижняя часть спины, подхвостье, надхвостье чёрного цвета с синеватым оттенком. Белое пятно на крыльях заметно, когда крылья сложены. Белое брюхо. Розовые ноги. Голый участок кожи на лице отсутствует.
Гнездится на земле на выступах и вершинах крутых скал. Гнёзда строит из травы, водорослей и ветвей. Откладывает 3 бледных сине-зелёных яйца в ноябре-феврале. Инкубационный период длится 26—32 дня. Питается мелкой рыбой и морскими беспозвоночными.